# Бали
Бали́ (рос. Балы) — присілок у складі Юкаменського району Удмуртії, Росія.
Населення — 38 осіб (2010; 89 в 2002).
Національний склад (2002):
- удмурти — 81 %